# Simpsonichthys fulminantis
Simpsonichthys fulminantis är en fiskart som först beskrevs av Costa och Brasil, 1993.  Simpsonichthys fulminantis ingår i släktet Simpsonichthys och familjen Rivulidae. Inga underarter finns listade i Catalogue of Life.